# Білорусь на зимових Олімпійських іграх 2022
Білорусь взяла участь у зимових Олімпійських іграх 2022, що тривали з 4 до 20 лютого в Пекіні (Китай).
Ковзанярі Ігнат Головатюк і Анна Ніфонтова несли прапор своєї країни на церемонії відкриття.

## Спортсмени
Кількість спортсменів, що взяли участь в Іграх, за видами спорту.
| Вид спорту          | Чоловіки | Жінки | Загалом |
| ------------------- | -------- | ----- | ------- |
| Гірськолижний спорт | 0        | 1     | 1       |
| Біатлон             | 5        | 5     | 10      |
| Лижні перегони      | 2        | 2     | 4       |
| Фігурне катання     | 1        | 1     | 2       |
| Фристайл            | 4        | 3     | 7       |
| Ковзанярський спорт | 1        | 4     | 5       |
| Загалом             | 13       | 16    | 29      |

## Медалісти
Список білоруських спортсменів, що на Іграх здобули медалі.
| Медаль | Ім'я             | Вид спорту | Дисципліна                        | Дата      |
| ------ | ---------------- | ---------- | --------------------------------- | --------- |
| Срібло | Антон Смольський | Біатлон    | Індивідуальні перегони (чоловіки) | 8 лютого  |
| Срібло | Ганна Гуськова   | Фристайл   | Акробатика (жінки)                | 14 лютого |

## Гірськолижний спорт
Від Білорусі на ігри кваліфікувалися один гірськолижник і одна гірськолижниця, що відповідали базовому кваліфікаційному критерію, але вирішено було скористатися лише з жіночої квоти.
| Спортсмен     | Дисципліна     | 1-й спуск | 1-й спуск | 2-й спуск | 2-й спуск | Сума    | Сума  |
| Спортсмен     | Дисципліна     | Час       | Місце     | Час       | Місце     | Час     | Місце |
| ------------- | -------------- | --------- | --------- | --------- | --------- | ------- | ----- |
| Марія Шканова | Слалом (жінки) | 54.79     | 25        | 53.10     | 11        | 1:47.89 | 20    |

## Біатлон
Завдяки рейтингу країни в Кубку світу 2020—2021 і Кубку світу 2021—2022, збірна Білорусі складалася з 5-х чоловіків і 5-х жінок.
Чоловіки
| Спортсмен                                        | Дисципліна              | Час       | Хиби        | Місце |
| ------------------------------------------------ | ----------------------- | --------- | ----------- | ----- |
| Микита Лобастов                                  | Індивідуальні перегони  | 54:29.7   | 4 (1+2+0+1) | 47    |
| Дмитро Лазовський                                | Індивідуальні перегони  | 55:26.4   | 4 (3+0+1+0) | 58    |
| Антон Смольський                                 | Індивідуальні перегони  | 49:02.2   | 0 (0+0+0+0) | 2     |
| Максим Воробей                                   | Індивідуальні перегони  | 58:59.5   | 8 (1+3+2+2) | 86    |
| Антон Смольський                                 | Масстарт                | 41:22.3   | 4 (1+1+0+2) | 17    |
| Микита Лобастов                                  | Перегони переслідування | 45:42.0   | 6 (3+0+1+2) | 45    |
| Антон Смольський                                 | Перегони переслідування | 42:48.2   | 6 (1+1+3+1) | 14    |
| Микита Лобастов                                  | Спринт                  | 26:47.0   | 4 (2+2)     | 57    |
| Дмитро Лазовський                                | Спринт                  | 27:22.9   | 3 (0+3)     | 78    |
| Антон Смольський                                 | Спринт                  | 25:12.9   | 1 (0+1)     | 10    |
| Максим Воробей                                   | Спринт                  | 27:10.4   | 4 (3+1)     | 71    |
| Микита Лобастов Дмитро Лазовський Максим Воробей | Естафета                | 1:21:49.2 | 2+11        | 8     |

Жінки
| Спортсмен                                                  | Дисципліна              | Час       | Хиби        | Місце |
| ---------------------------------------------------------- | ----------------------- | --------- | ----------- | ----- |
| Дінара Алімбекова                                          | Індивідуальні перегони  | 44:44.4   | 1 (0+0+0+1) | 5     |
| Олена Кручинкіна                                           | Індивідуальні перегони  | 49:56.8   | 4 (0+3+0+1) | 48    |
| Олена Кривко                                               | Індивідуальні перегони  | 49:10.3   | 4 (1+1+1+1) | 41    |
| Ганна Сола                                                 | Індивідуальні перегони  | 50:35.9   | 7 (3+2+1+1) | 54    |
| Дінара Алімбекова                                          | Масстарт                | 42:19.2   | 6 (1+1+2+2) | 12    |
| Ганна Сола                                                 | Масстарт                | 41:57.2   | 8 (2+2+1+3) | 10    |
| Дінара Алімбекова                                          | Перегони переслідування | 38:13.7   | 3 (0+0+3+0) | 19    |
| Олена Кривко                                               | Перегони переслідування | 38:16.9   | 2 (0+0+0+2) | 20    |
| Ганна Сола                                                 | Перегони переслідування | 36:45.8   | 3 (1+1+1+0) | 4     |
| Дінара Алімбекова                                          | Спринт                  | 22:12.8   | 1 (0+1)     | 15    |
| Олена Кручинкіна                                           | Спринт                  | 24:10.1   | 4 (1+3)     | 70    |
| Олена Кривко                                               | Спринт                  | 23:32.5   | 3 (2+1)     | 60    |
| Ганна Сола                                                 | Спринт                  | 22:36.4   | 4 (1+3)     | 26    |
| Дінара Алімбекова Олена Кручинкіна Олена Кривко Ганна Сола | Естафета                | 1:16:34.4 | 5+16        | 13    |

Змішані
| Спортсмен                                                     | Дисципліна | Час       | Хиби | Місце |
| ------------------------------------------------------------- | ---------- | --------- | ---- | ----- |
| Дінара Алімбекова Микита Лобастов Антон Смольський Ганна Сола | Естафета   | 1:08:00.2 | 2+10 | 6     |

## Лижні перегони
Від Білорусі на Ігри кваліфікувалися один лижник і одна лижниця.
Дистанційні перегони
| Спортсмен         | Дисципліна                        | Класичний стиль | Класичний стиль | Вільний стиль | Вільний стиль | Фінал   | Фінал       | Фінал |
| Спортсмен         | Дисципліна                        | Час             | Місце           | Час           | Місце         | Час     | Відставання | Місце |
| ----------------- | --------------------------------- | --------------- | --------------- | ------------- | ------------- | ------- | ----------- | ----- |
| Єгор Шпунтов      | 15 км класичним стилем (чоловіки) | Н/Д             | Н/Д             | Н/Д           | Н/Д           | 44:05.2 | +6:10.4     | 68    |
| Олександр Воронов | 15 км класичним стилем (чоловіки) | Н/Д             | Н/Д             | Н/Д           | Н/Д           | НС      | НС          | -     |

Спринт
| Спортсмен                           | Дисципліна                       | Кваліфікація | Кваліфікація | Чвертьфінал | Чвертьфінал | Півфінал    | Півфінал    | Фінал        | Фінал        | Фінал        |
| Спортсмен                           | Дисципліна                       | Час          | Місце        | Час         | Місце       | Час         | Місце       | Час          | Відставання  | Місце        |
| ----------------------------------- | -------------------------------- | ------------ | ------------ | ----------- | ----------- | ----------- | ----------- | ------------ | ------------ | ------------ |
| Єгор Шпунтов                        | Індивідуальний спринт (чоловіки) | 3:02.17      | 53           | Не потрапив | Не потрапив | Не потрапив | Не потрапив | Не потрапив  | Не потрапив  | Не потрапив  |
| Олександр Воронов                   | Індивідуальний спринт (чоловіки) | НС           | НС           | Не потрапив | Не потрапив | Не потрапив | Не потрапив | Не потрапив  | Не потрапив  | Не потрапив  |
| Єгор Шпунтов Олександр Воронов      | Командний спринт (чоловіки)      | Н/Д          | Н/Д          | Н/Д         | Н/Д         | 20:34.07    | 6           | Не потрапили | Не потрапили | Не потрапили |
| Ганна Корольова Анастасія Кириллова | Командний спринт (жінки)         | Н/Д          | Н/Д          | Н/Д         | Н/Д         | НС          | НС          | Не потрапили | Не потрапили | Не потрапили |

## Фігурне катання
На Чемпіонаті світу 2021 року в Стокгольмі Білорусь здобула одне квотне місце в одиночному катанні серед чоловіків.
| Спортсмен                   | Дисципліна                   | КП / КТ | КП / КТ | ДП / ДТ | ДП / ДТ | Сума   | Сума  |
| Спортсмен                   | Дисципліна                   | Бали    | Місце   | Бали    | Місце   | Бали   | Місце |
| --------------------------- | ---------------------------- | ------- | ------- | ------- | ------- | ------ | ----- |
| Костянтин Мілюков           | Одиночні змагання (чоловіки) | 78.49   | 21 Q    | 143.73  | 20      | 222.22 | 20    |
| Сафонова Вікторія Андріївна | Одиночні змагання (жінки)    | 61.46   | 16 Q    | 123.37  | 13      | 184.83 | 13    |

## Фристайл
Від Білорусі на Ігри кваліфікувалися 4 чоловіки і 3 жінки.
Акробатика
| Спортсмен            | Дисципліна | Кваліфікація | Кваліфікація | Кваліфікація | Кваліфікація | Фінал        | Фінал        | Фінал        | Фінал        | Фінал        | Фінал        |
| Спортсмен            | Дисципліна | 1-й стрибок  | 1-й стрибок  | 2-й стрибок  | 2-й стрибок  | 1-й стрибок  | 1-й стрибок  | 2-й стрибок  | 2-й стрибок  | Фінал        | Фінал        |
| Спортсмен            | Дисципліна | Бали         | Місце        | Бали         | Місце        | Бали         | Місце        | Бали         | Місце        | Загалом      | Місце        |
| -------------------- | ---------- | ------------ | ------------ | ------------ | ------------ | ------------ | ------------ | ------------ | ------------ | ------------ | ------------ |
| Павло Дік            | Чоловіки   | 106.20       | 18           | 81.45        | 15           | Не потрапив  | Не потрапив  | Не потрапив  | Не потрапив  | Не потрапив  | Не потрапив  |
| Максим Густик        | Чоловіки   | 109.74       | 16           | 97.20        | 13           | Не потрапив  | Не потрапив  | Не потрапив  | Не потрапив  | Не потрапив  | Не потрапив  |
| Станіслав Гладченко  | Чоловіки   | 115.49       | 10           | 107.69       | 6 Q          | 115.93       | 9            | 116.29       | 6            | Не потрапив  | Не потрапив  |
| Анастасія Андріанова | Жінки      | 81.58        | 11           | 81.58        | 6 Q          | 59.22        | 11           | 70.11        | 12           | Не потрапила | Не потрапила |
| Анна Деруго          | Жінки      | 58.59        | 24           | 58.59        | 18           | Не потрапила | Не потрапила | Не потрапила | Не потрапила | Не потрапила | Не потрапила |
| Ганна Гуськова       | Жінки      | 92.00        | 6 Q          | Н/Д          | Н/Д          | 92.00        | 6            | 107.95       | 2            | 199.95       | 2            |

| Спортсмени                                       | Дисципліна      | Фінал 1 | Фінал 1 | Фінал 2      | Фінал 2      |
| Спортсмени                                       | Дисципліна      | Бали    | Місце   | Бали         | Місце        |
| ------------------------------------------------ | --------------- | ------- | ------- | ------------ | ------------ |
| Ганна Гуськова Станіслав Гладченко Максим Густик | Змішані команди | 273.67  | 6       | Не потрапили | Не потрапили |

## Ковзанярський спорт
Від Білорусі на Ігри кваліфікувалися 1 чоловік і 4 жінки.
| Спортсмен       | Дисципліна             | Заїзд   | Заїзд |
| Спортсмен       | Дисципліна             | Час     | Місце |
| --------------- | ---------------------- | ------- | ----- |
| Ігнат Головатюк | 500 метрів (чоловіки)  | 37.05   | 30    |
| Ігнат Головатюк | 1000 метрів (чоловіки) | 1:08.64 | 6     |
| Анна Ніфонтова  | 500 метрів (жінки)     | 38.30   | 19    |
| Катерина Слоєва | 1000 метрів (жінки)    | 1:16.83 | 21    |
| Катерина Слоєва | 1500 метрів (жінки)    | 1:58.41 | 16    |
| Марина Зуєва    | 1500 метрів (жінки)    | 1:59.82 | 23    |
| Марина Зуєва    | 3000 метрів (жінки)    | 4:08.70 | 16    |
| Марина Зуєва    | 5000 метрів (жінки)    | 7:02.91 | 9     |

Масстарт
| Спортсмен         | Дисципліна | Півфінал | Півфінал | Півфінал | Фінал        | Фінал        | Фінал        |
| Спортсмен         | Дисципліна | Бали     | Час      | Місце    | Бали         | Час          | Місце        |
| ----------------- | ---------- | -------- | -------- | -------- | ------------ | ------------ | ------------ |
| Ігнат Головатюк   | Чоловіки   | 0        | 7:53.59  | 13       | Не потрапив  | Не потрапив  | Не потрапив  |
| Євгенія Воробйова | Жінки      | 2        | 8:43.65  | 9        | Не потрапила | Не потрапила | Не потрапила |
| Марина Зуєва      | Жінки      | 2        | 8:31.54  | 8 Q      | 4            | 8:20.10      | 6            |

Командні перегони переслідування
| Спортсмен                                      | Дисципліна | Чвертьфінал            | Чвертьфінал | Півфінал     | Півфінал     | Фінал                          | Фінал |
| Спортсмен                                      | Дисципліна | Суперник Час           | Місце       | Суперник Час | Місце        | Суперник Час                   | Місце |
| ---------------------------------------------- | ---------- | ---------------------- | ----------- | ------------ | ------------ | ------------------------------ | ----- |
| Катерина Слоєва Євгенія Воробйова Марина Зуєва | Жінки      | Канада (CAN) L 3:02.00 | 8           | Не потрапили | Не потрапили | Фінал D Польща (POL) L 3:03.19 | 8     |